# Золотинка
Золоти́нка — село в Україні, у Іванівській сільській громаді Чернігівського району Чернігівської області. Населення становить 136 осіб. До 2020 року орган місцевого самоврядування — Красненська сільська рада.

## Географія
Селом протікає річка Золотинка, ліва притока Десни.

## Історія
Золоте село в заплаві Десни, на краю лісу Звіринець- багате рибою, травами, лісом, дичиною. Слобода Золотинка у 1624 р. належала новгородському ловчому Борису Грязному, про що свідчить королівський привілей . За реєстром 1638 р.- 6 димів. За переписом 1666 р.- 4 податкові двори і дві ватаги бобровників на р. Сажі. На початку 18 ст.-11 дворів.  До 1782 у складі Слабинської сотні Чернігівського полку.У 1782 р.- маєтність надвірного радника Селецького- 30 хат. Ліс купують у Ладинці. Рибу продають в Олишевці. За переписом 1897 р.- 463 жителі, 70 дворів.
У 1924 р.- 97 дворів і 543 жителі.
Під час Другої світової війни загинуло 107 жителів (кожний четвертий житель- майже всі чоловіки). Після війни у 1945, 1946, 1947 рр.-жодного грама зерна на трудодень колгосп не видав.
12 червня 2020 року, відповідно до розпорядження Кабінету Міністрів України № 730-р «Про визначення адміністративних центрів та затвердження територій територіальних громад Чернігівської області», увійшло до складу Іванівської сільської громади.
17 липня 2020 року, в результаті адміністративно - територіальної реформи та ліквідації колишнього Чернігівського району, село увійшло до складу новоутвореного Чернігівського району Чернігівської області.

## Населення

### Мова
Розподіл населення за рідною мовою за даними перепису 2001 року:
| Мова       | Кількість | Відсоток |
| ---------- | --------- | -------- |
| українська | 182       | 98.91%   |
| російська  | 2         | 1.09%    |
| Усього     | 184       | 100%     |

## Галерея

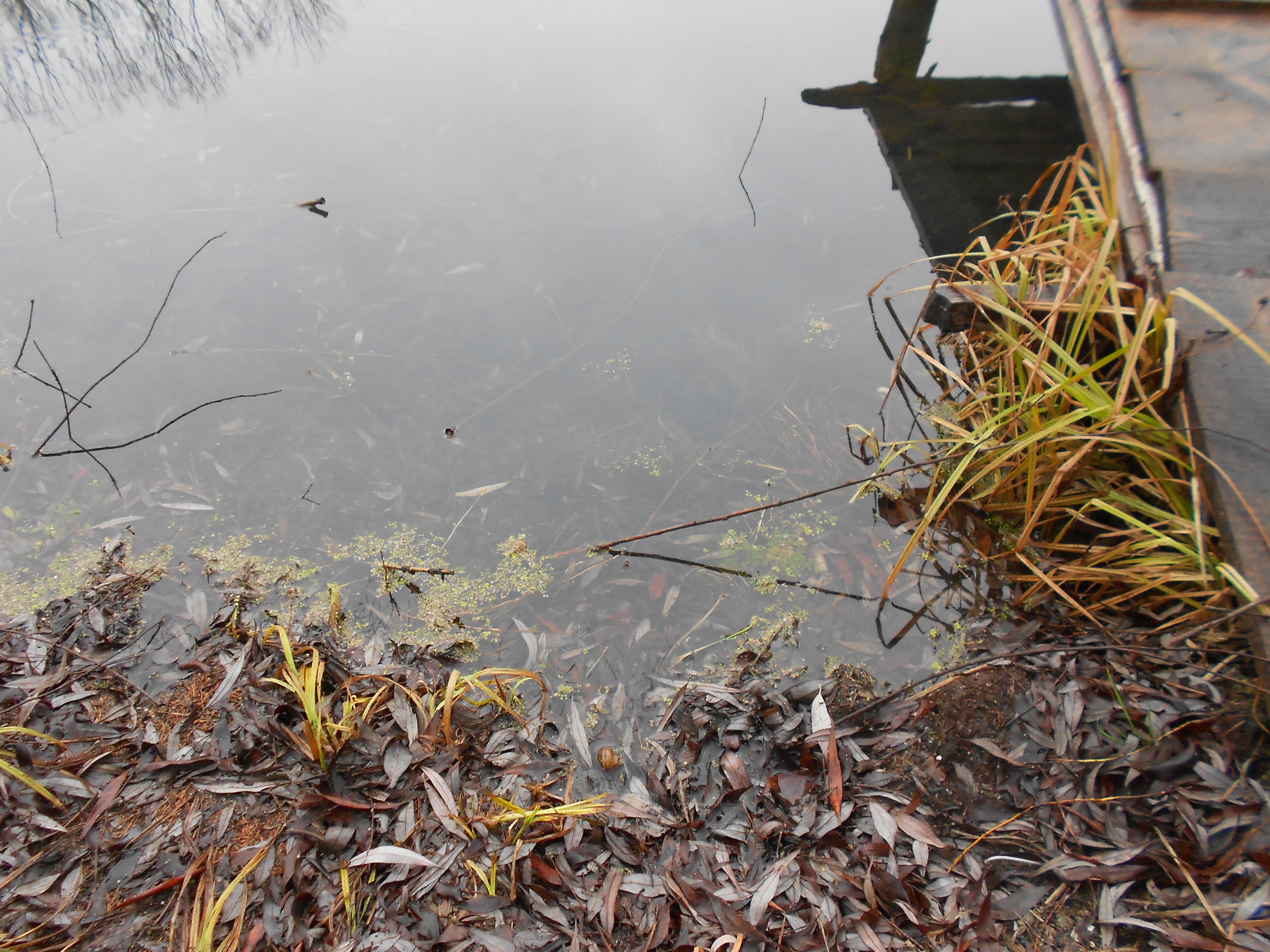
Озеро за селом
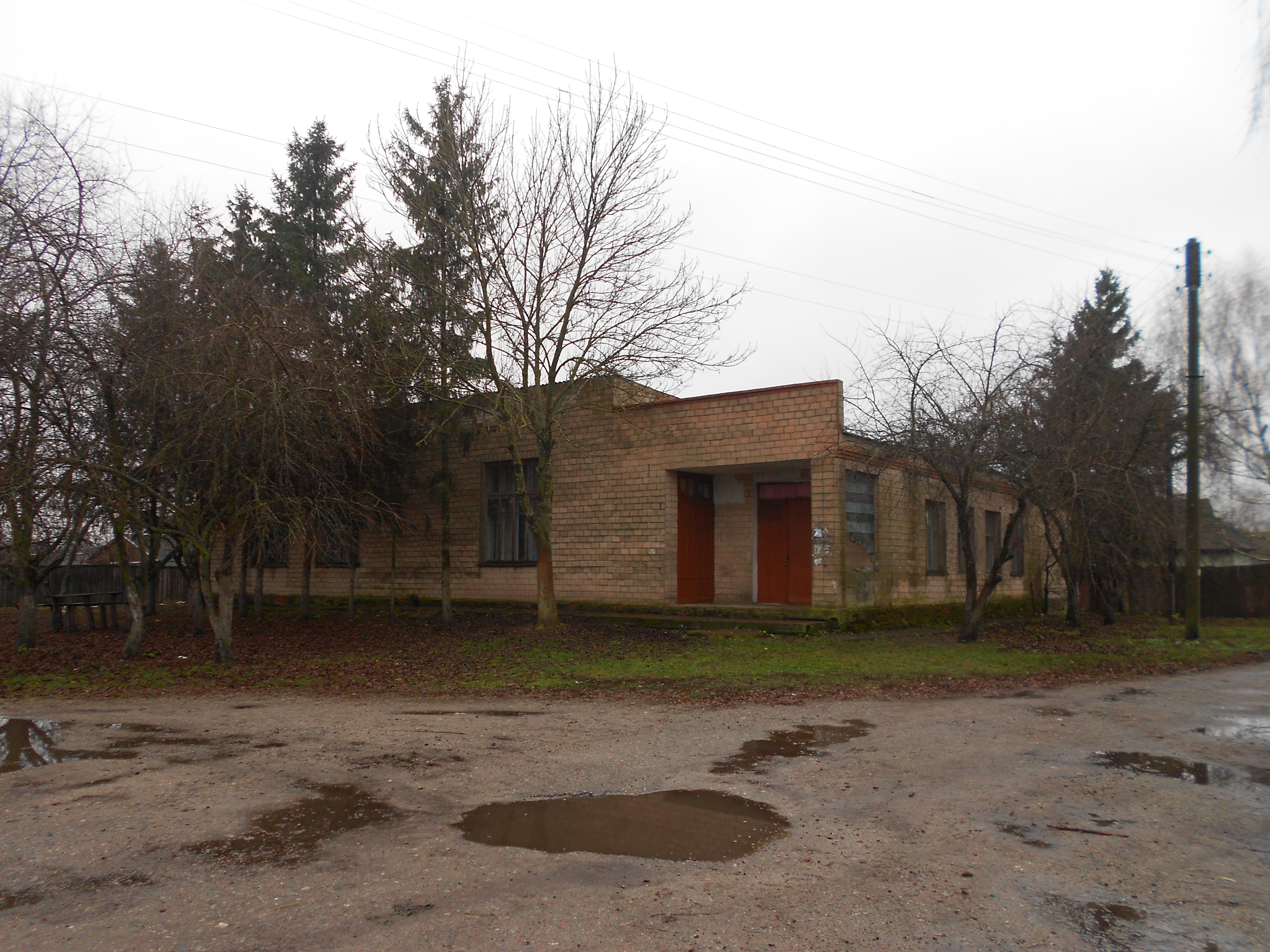
Сільський клуб
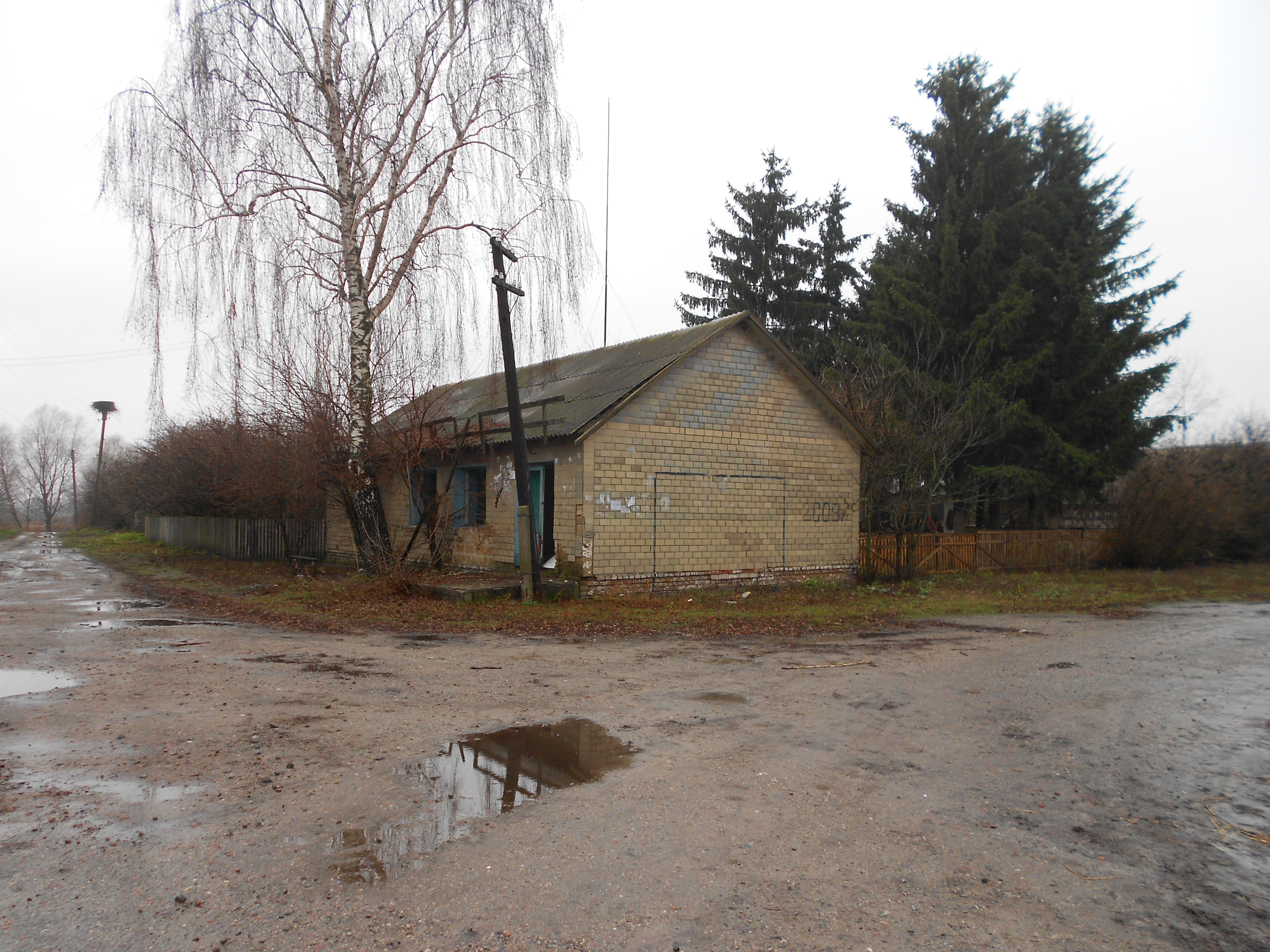
Покинута адмінбудівля
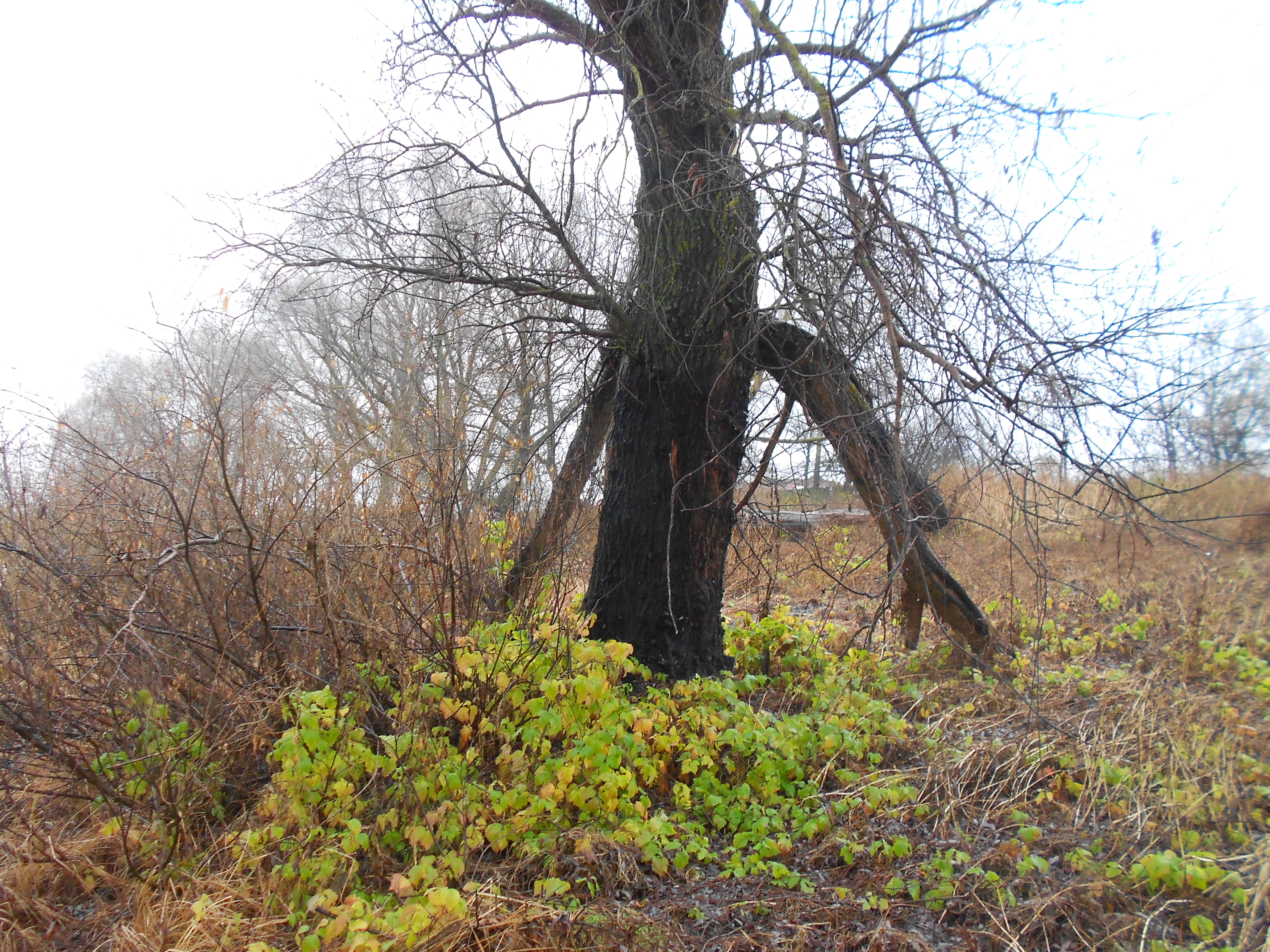
Чудернацьке дерево біля озера
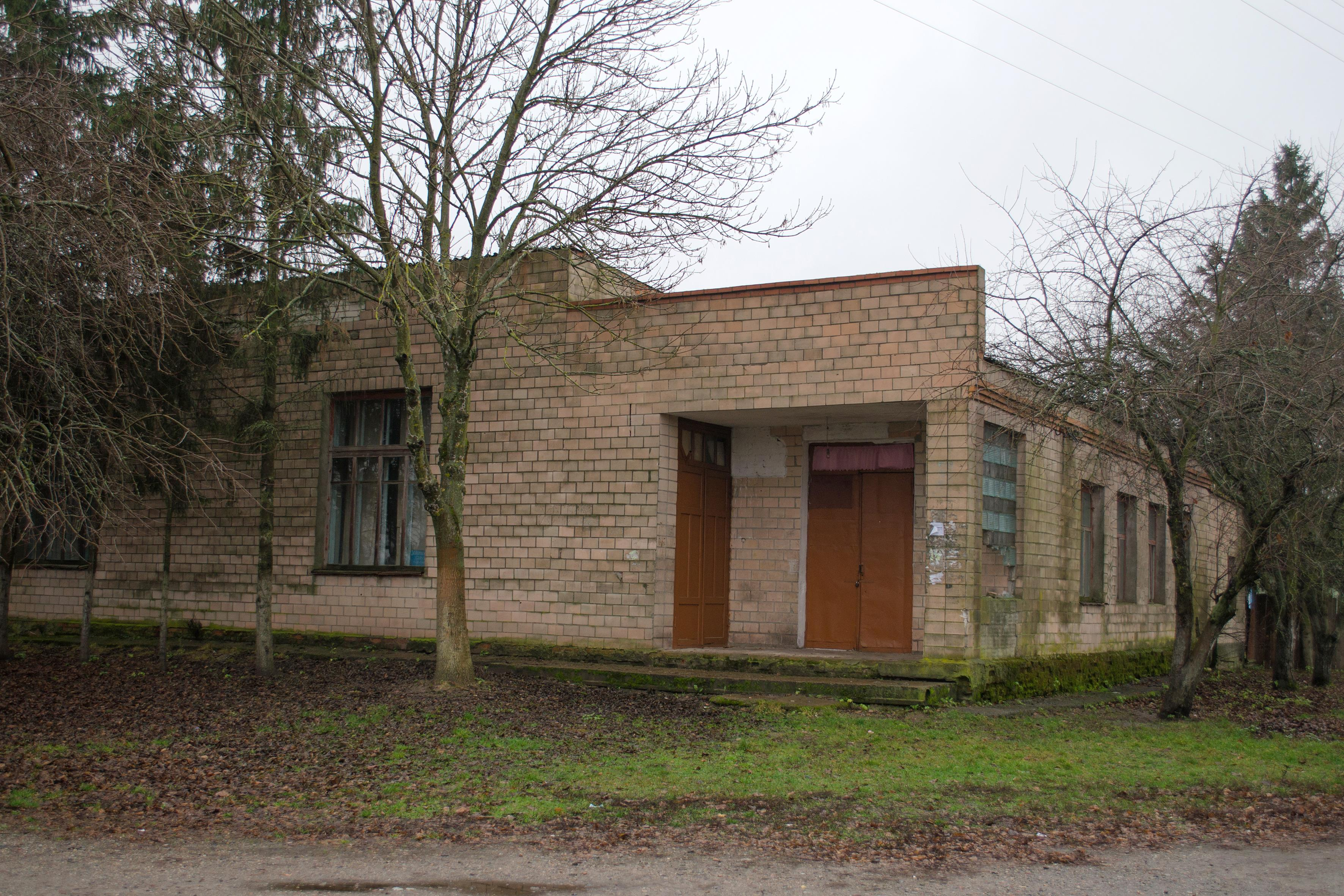
Клуб
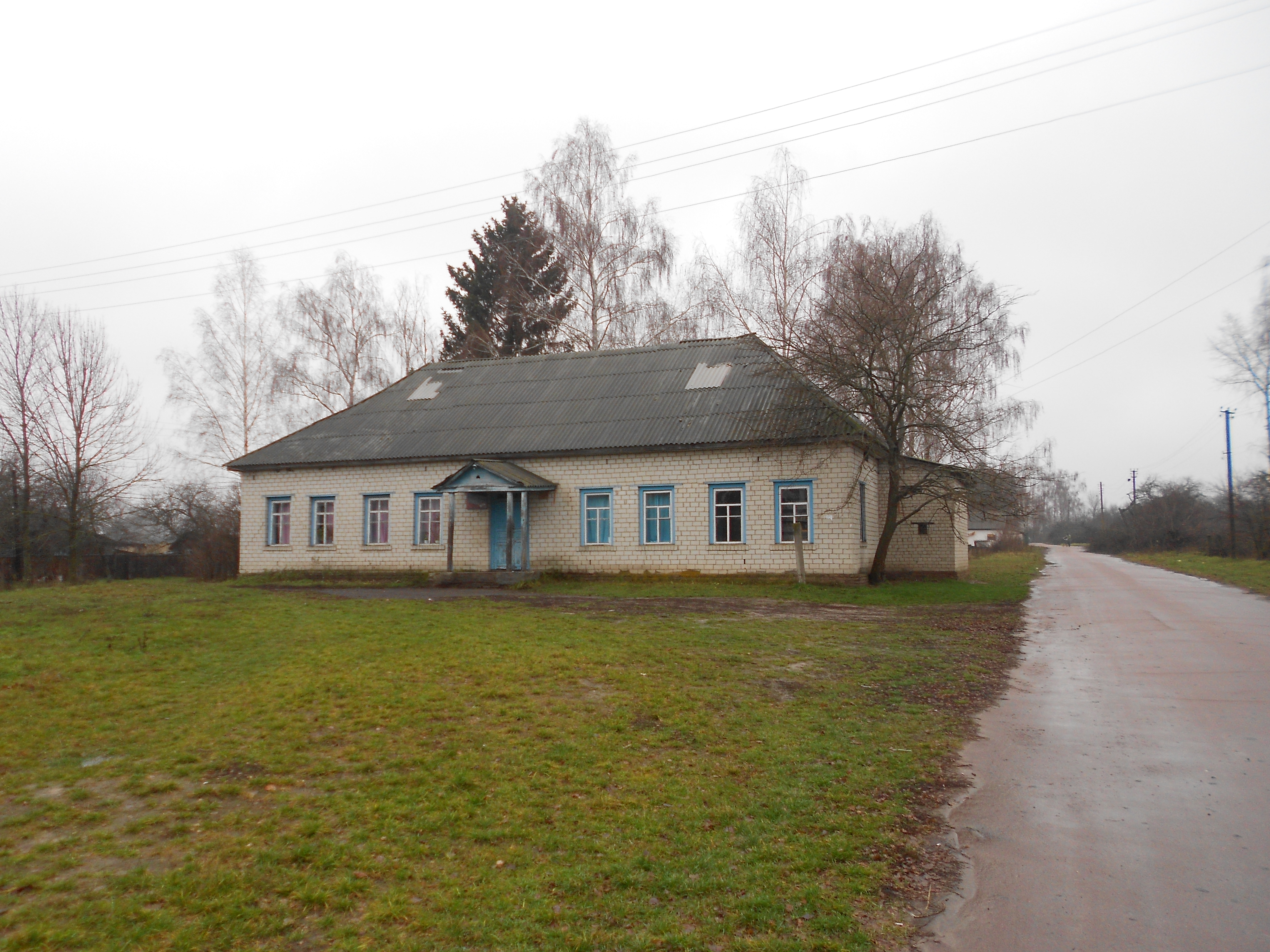
Сільський клуб
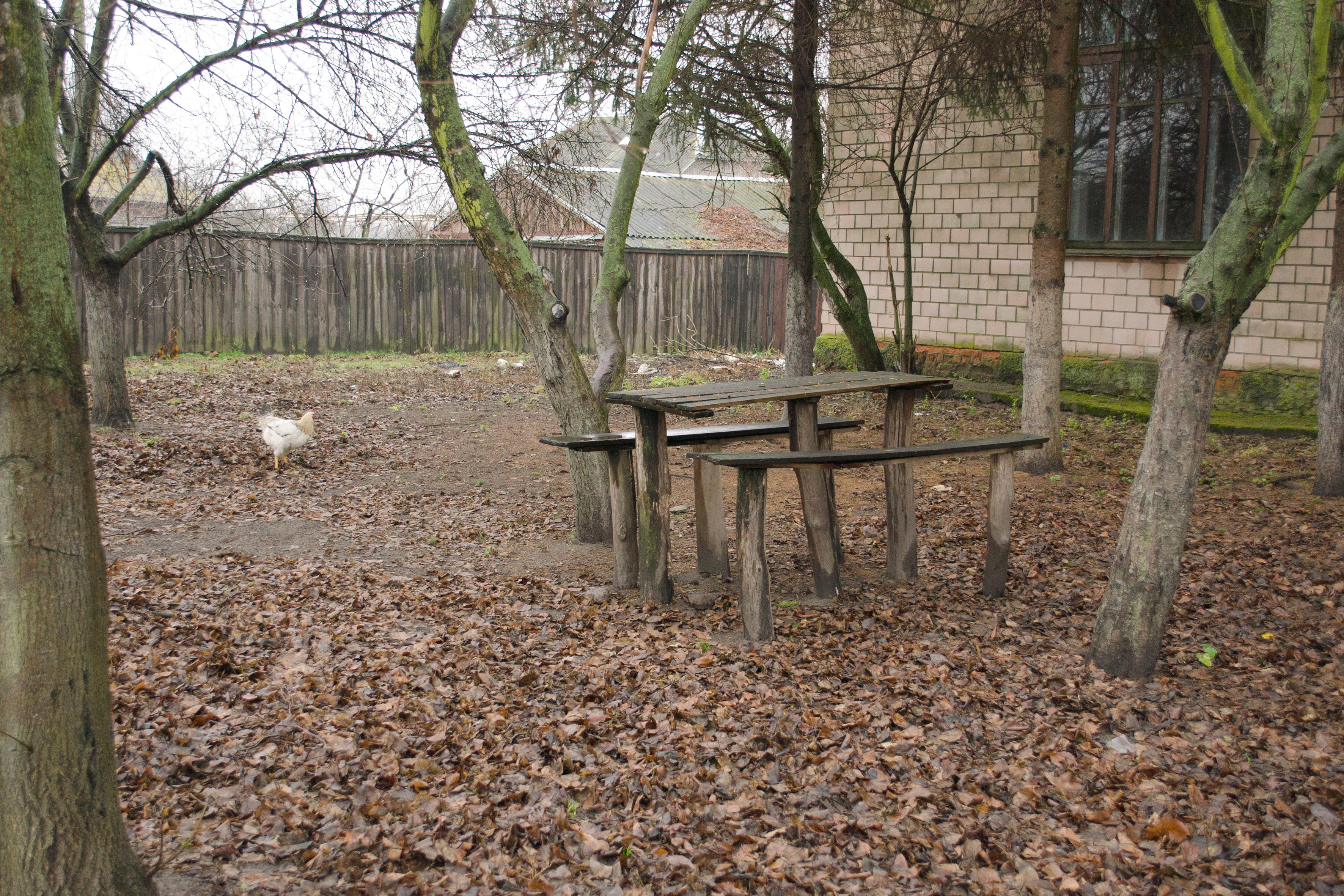
Столик
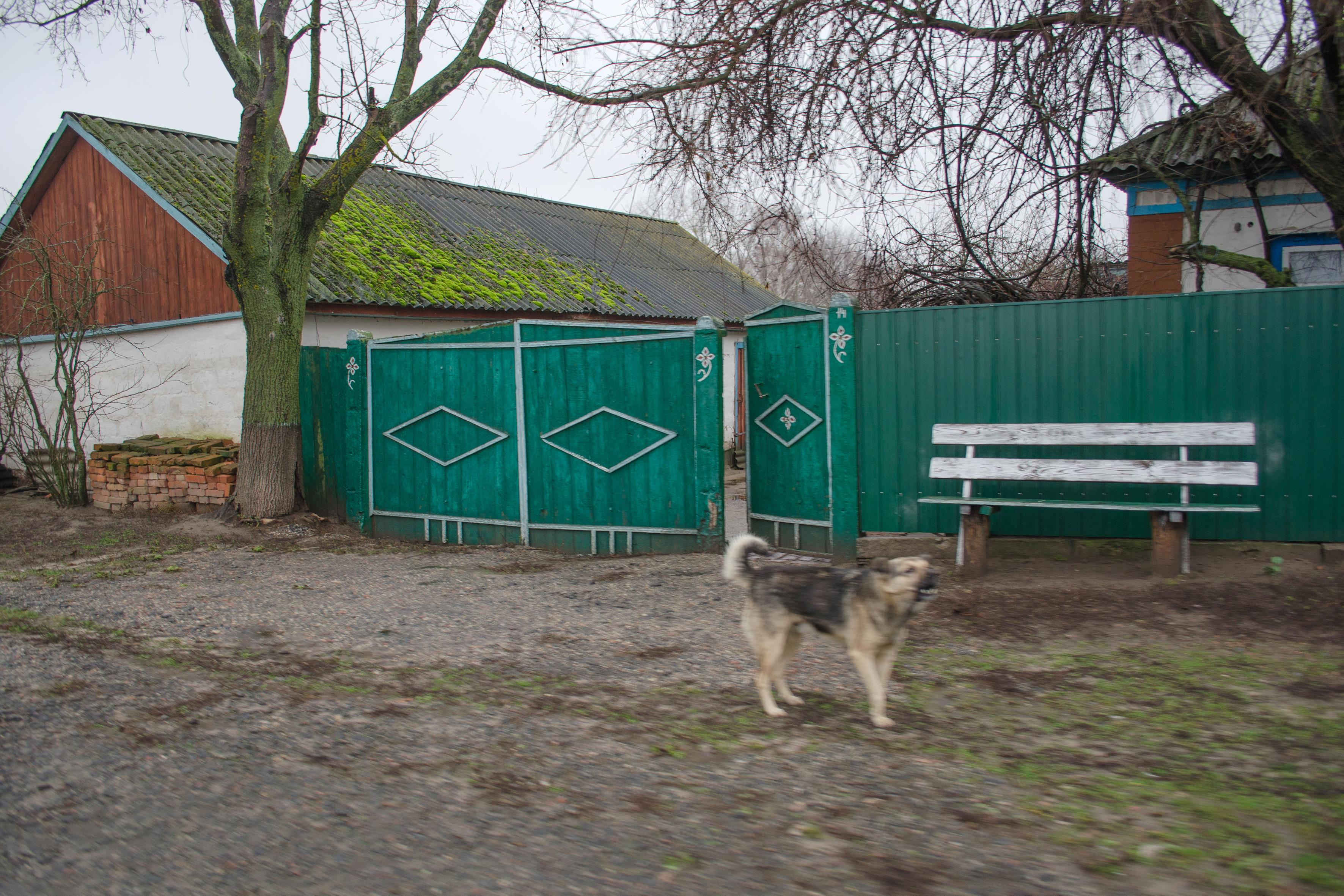
Хата
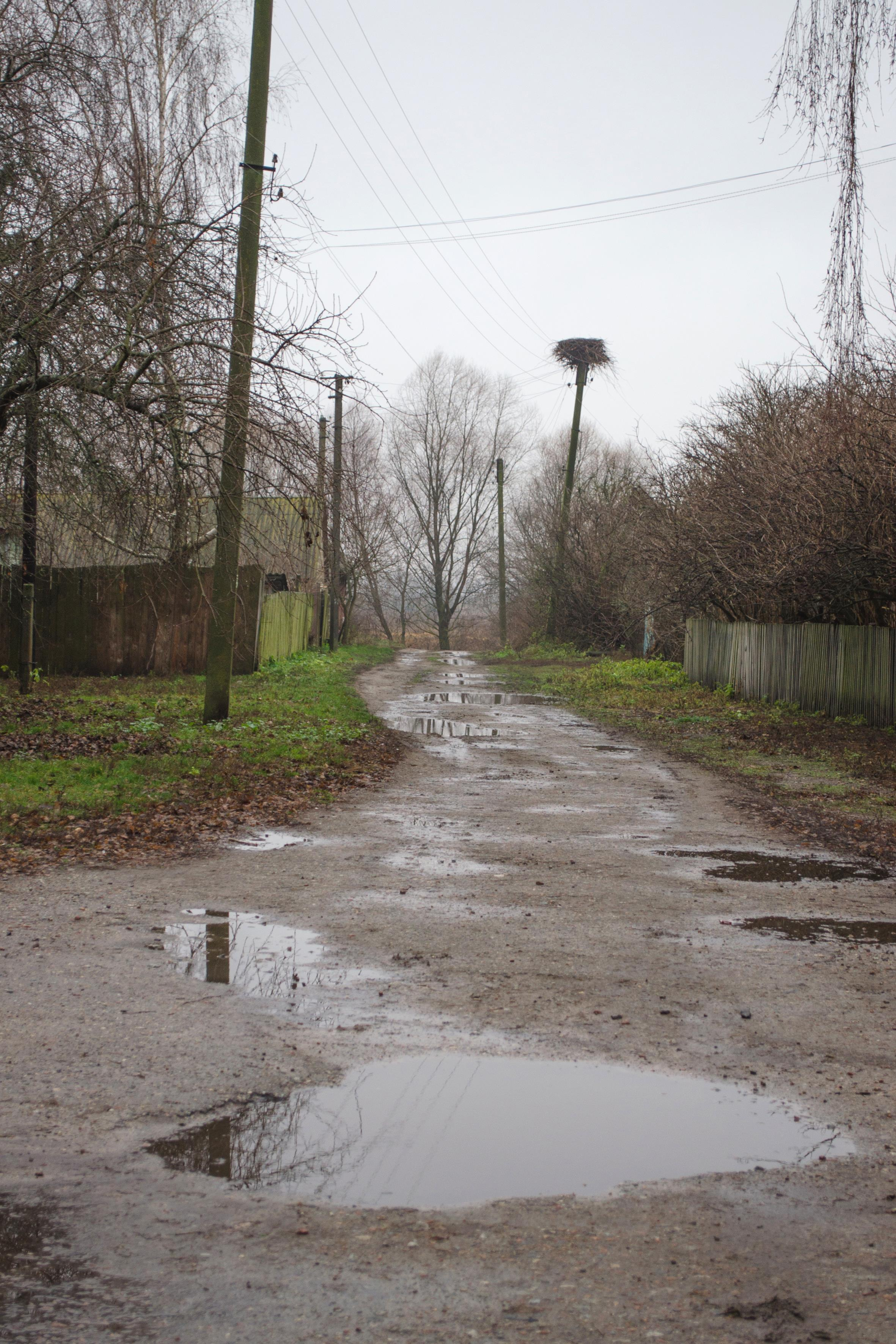
Вулиця